# 三坊七巷
三坊七巷位于福建福州鼓樓區，是中国现存面积最大的城中心历史文化街区，以南北走向的南後街为轴，西侧为衣锦坊、文儒坊、光禄坊等“三坊”，东侧为杨桥巷、郎官巷、塔巷、黄巷、安民巷、宫巷、吉庇巷等“七巷”。
三坊七巷是中国保存最完好的里坊街区，有“里坊制度活化石”:110之称；良好地保存了众多历史建筑，有“明清古建筑博物馆”:110之誉；是福州传统的社会高层人士聚居区，为張經、林則徐、严复、林紓、陳寶琛、沈葆桢、鄭孝胥、薩鎮冰、林长民、林觉民、冰心、庐隐、鄧叔群等众多名人故居所在地，有“一座福州三坊七巷，半部中國近现代史”:71之说。
自21世纪初起，三坊七巷的文化遗产保护备受关注，并先后列入全国重点文物保护单位、第一批中國歷史文化名街、世界遗产预备名单、国家5A级旅游景区。

## 历史
西晋末年，永嘉南渡，八姓入闽，大量中原人口进入晋安郡，成片居住在郡城子城南门外，即今三坊七巷一带。唐朝末年，威武军节度使王审知建筑福州罗城，并按照长安城的里坊格局严格布局，今三坊七巷一带遂纳入城中。南宋方志《三山志》中记载了城内各条坊巷的名称和布局，其中就包括今三坊七巷中的九条坊巷，且已成为上层士大夫集中居住的街区。作为一个整体的“三坊七巷”的称呼则始自清朝中期，初见于刘士棻的诗歌以及林枫的方志《榕城考古略》。:1,35
三坊七巷较为完整地保存了唐宋里坊制的传统格局。居住区由纵横交错的大街小巷分割成大小不一的矩形，各个院落也多为矩形，整体方正有序。坊巷之中以民居为主，住宅与市场分割，商铺集中于南后街上。坊巷出入口处设立高墙和坊门。文儒坊口镶嵌乡约碑，约束坊内居民行为。:110:44:17
民国时期，最南侧的光禄坊、吉庇巷和最北侧的杨桥巷扩建为马路，此后又铺浇沥青、水泥，因此现在保存的实际只有二坊五巷。:44,46,50

## 保护

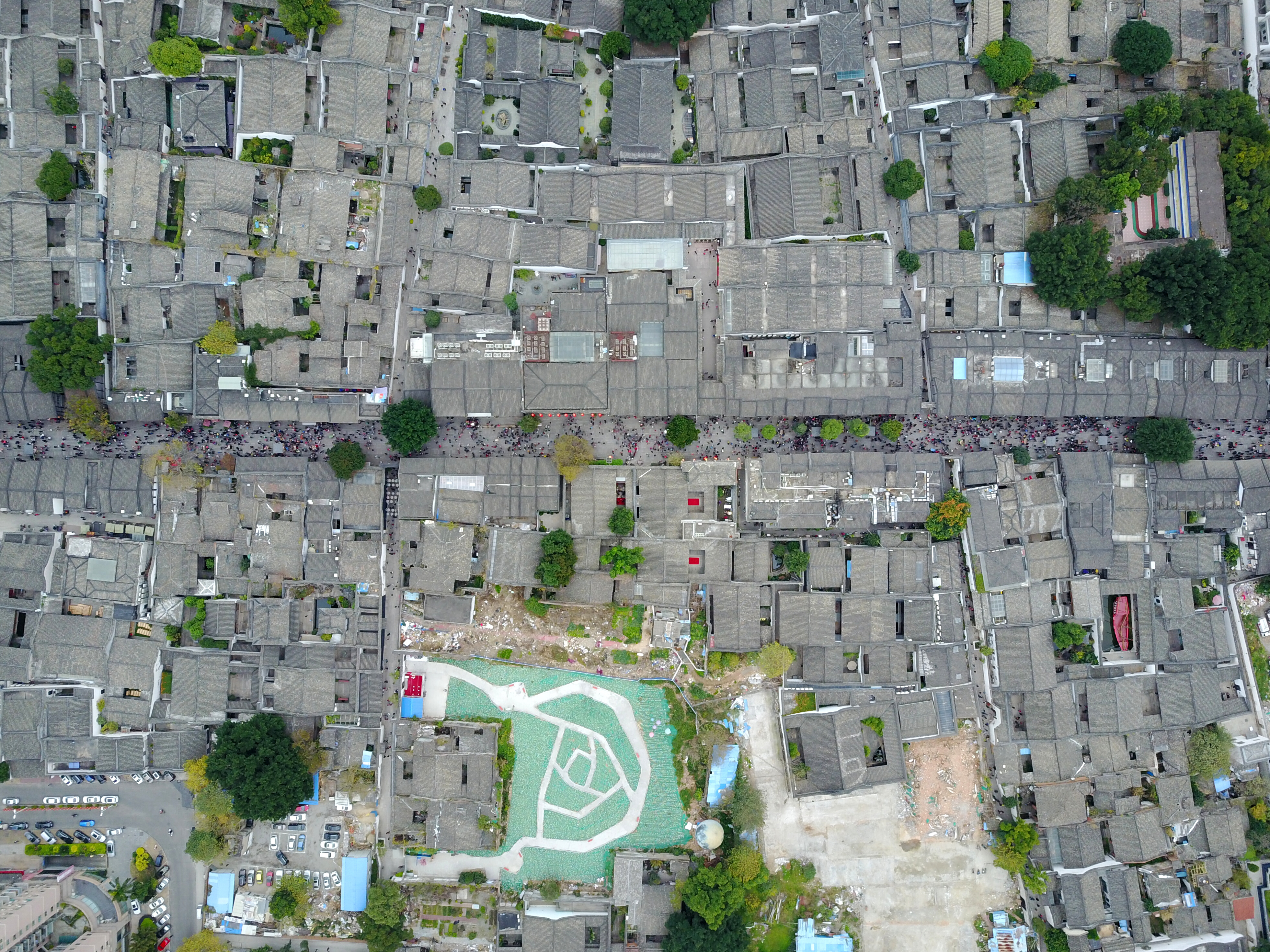
航拍三坊七巷，左下角可见街区被高层住宅楼衣锦华庭所切割

福州于1986年获评为国家历史文化名城，1990年开始编制保护规划，由同济大学阮仪三教授负责，1992年通过专家评审，但未能获得地方政府批准。1993年，福州市政府（时任市委书记为习近平）与香港潮裔商人李嘉诚旗下的闽长置业有限公司签订三坊七巷街区的房地产开发合同，计划保护其中的42处各级文物保护单位，其余建筑和用地均拆迁更改为高层住宅小区。2003年，13层商用住宅楼“衣锦华庭”一期完工，导致三坊七巷西北角大片区域遭严重毁坏。
房地产商主导的建设开发受到大批海内外学者、媒体的反对。2000年，阮仪三在中国中央电视台著名主持人崔永元“实话实说”节目上表示三坊七巷很有可能要保不住了。2004年，62位福州专家、教授联名致信建设部和国家文物局，呼吁保护福州文物。2005年底，福州市政府与闽长置业在谈判后中止了项目合同，将三坊七巷土地的使用权收回。
2006年，三坊七巷和朱紫坊建筑群列入第六批全国重点文物保护单位；保护修复工作于年末正式启动。2007年，阮仪三牵头的《三坊七巷历史文化街区保护规划》获福州市政府批复，清华大学张杰教授牵头的《福州市三坊七巷文化遗产保护规划》获国家文物局批复。2009年，三坊七巷以最高票当选首批中国历史文化名街。2011年，严复故居、水榭戏台等10个景点正式售票开放。2013年，三坊七巷入选世界遗产预备名单；部分建筑增补为全国重点文保单位。2015年，评为5A级景区。

## 街巷

三坊七巷平面示意图

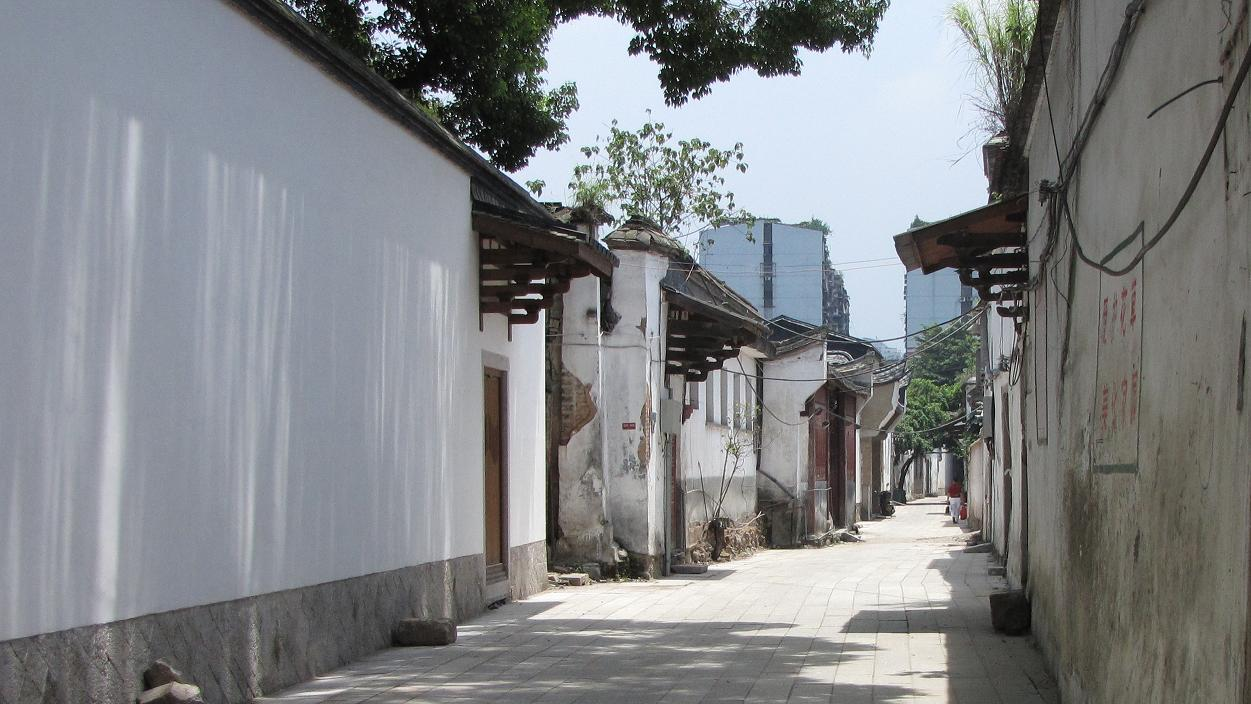
宫巷

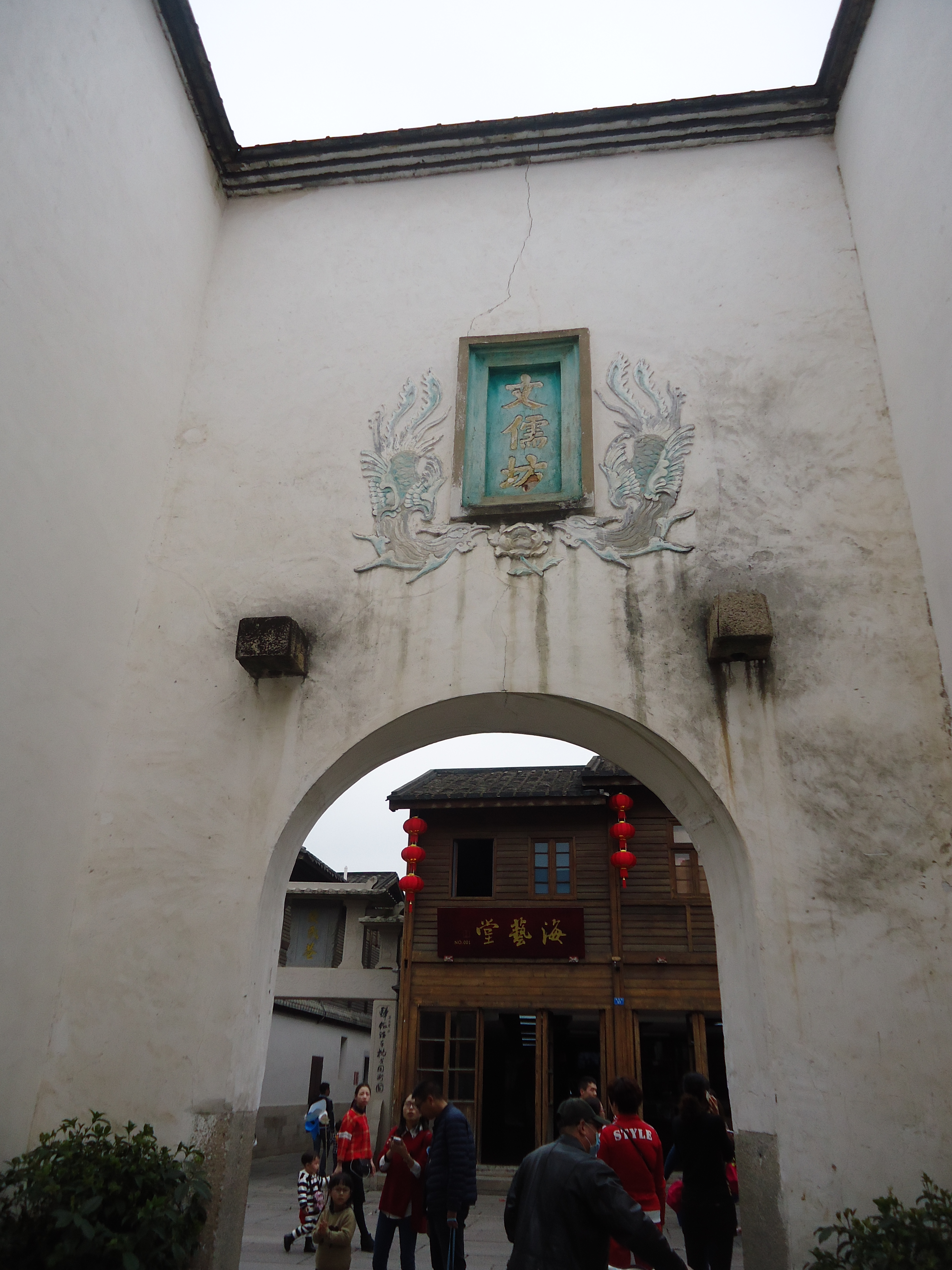
文儒坊口

三坊七巷街区以南北方向的南后街为中轴，有十条东西走向的主要道路，此外各坊巷内还有一些较小的支巷。
衣锦坊，舊名通潮巷。北宋宣和年間，侯官人陸蘊、陸藻均回到福建路担任知州，陸蘊知福州、建州，陸藻知泉州，因兄弟二人都衣锦还乡，故称棣锦坊（棣即棠棣，指兄弟）。南宋淳熙年間，曾任江东提刑的闽县人王益祥辞官后衣锦还乡，在此居住，故改名衣锦坊。:41:654
文儒坊，舊名山陰巷，因在闽山之北而得名。后称儒林坊。北宋國子監祭酒鄭穆在此居住，改稱文儒坊。明朝兵部尚书张经在此居住，因此一度改称尚书里。:43
光禄坊，舊名闽山，是乌山的支脉。北宋熙宁年间，程師孟以光祿卿任福州知州，常到坊中佛寺法祥院遊覽、吟詩，离任时提写“光祿吟台”四字，于是得名光祿坊。:44,110
杨桥巷，舊名右通衢、春風樓、豐盈坊、登俊坊，因西侧原为子城清泰门外的雅俗桥（俗称杨桥），故俗稱楊橋巷。现擴為楊橋路。:38,46
郎官巷，舊名延福里。北宋咸平年间刘若虚考中进士，故称荣亲里。之后因宋朝人刘涛居住于此，其子孙都担任郎官，因此改称郎官坊。明朝改郎官巷。:38,47
塔巷，舊名修文坊。北宋知县陈肃因坊内科考成绩不佳，改名兴文坊，次年果然有人登科。之后又改名两优释褐坊、文兴坊。五代时，琅琊王王审知部下的安远使在坊北修建育王塔院，北宋康定年间重建，因此俗称塔巷。:47,119
黄巷，永嘉南渡、八姓入闽时，黄姓聚居于此，故得名。据说唐末黃巢兴兵入闽时，因大儒黃璞在此居住，而下令不得破坏该坊巷。宋朝崔大夫科考及第，因此一度改称新美坊。:48
安民巷，民间传说黃巢入闽时，在巷口宣布安民，因此得名。北宋中奉大夫刘藻在此居住，以孝闻名，得到皇帝赏赐，故称锡类坊（锡类指奖赏善行，出自《诗经·大雅·既醉》）。宣和年间，余深官至太宰，因过去居住于此，故改称元台育德坊（元台为宋朝对首相的别称）。元朝，福建行省都事贾讷居住于此，其母刘氏于大德年间因守节受旌表，故改称贞节坊。明代改回今名。:47,119:83:680
宫巷，唐朝有奉祀玄元皇帝的紫極宮建于巷北，故称仙居里，俗称宫巷。宋朝因坊中崔、李两家显贵，故一度称聚英坊，元朝改英达坊，明朝又改聚英坊。:50,119
吉庇巷，舊名耆德魁輔坊、魁輔里。南宋郑性之在状元及第前在此居住，传说其为官后对曾经欺侮过自己的屠夫加以报复，手段严酷，乡人避之不及，故俗称急避巷（一说是“及第巷”的讹传）。後因名字不佳，改稱吉庇巷。:50-51

## 古建筑
以下列出三坊七巷内的全国重点文物保护单位和福建省文物保护单位。:95-125
| 名称               | 地址                   | 图片 | 省保          | 国保          | 说明 |
| ------------------ | ---------------------- | ---- | ------------- | ------------- | --- |
| 衣锦坊水榭戏台     | 衣锦坊4号              |      | 2001年 第五批 | 2006年 第六批 | 始建于明万历年间，清道光年间为孙翼谋家族所有。孙翼谋，咸丰年间进士，官至湖南布政使。宅内有福州唯一一座水榭戏台。 现对外售票开放。夏季夜晚开放，周末表演地方戏曲。 |
| 衣锦坊欧阳氏民居   | 衣锦坊29、31号         |      | 2005年 第六批 | 2006年 第六批 | 始建于清康熙年间，原为闽清盐商住宅，乾隆年间重修，光绪年间欧阳瑸、欧阳玖兄弟购置。以花厅精美而著称。 现仍为欧阳家后人所居住。 |
| 文儒坊陈氏民居     | 文儒坊45、47号         |      | 2005年 第六批 | 2006年 第六批 | 陈承裘故居。始建于清初，同治年间陈承裘之父陈景亮购置，光绪末年陈承裘次女陈芷芳（林尔康之妻）翻修。陈承裘，咸丰年间进士，六子中三进士、三举人（长子陈宝琛），故匾额上题“六子科甲”。陈家为福州最大的科举家族，六代十八个进士。 现仍为私人住宅。 |
| 文儒坊尤氏民居     | 文儒坊17号             |      | 2005年 第六批 | /             | 尤家大院。始建于明朝，清乾隆、光绪年间及中华民国初年翻修。尤家是福州富足近百年的商业家族，起自丝线生意，后涉及百货、钱庄等行业，在第二代第五子尤贤模手上达到全盛。 现辟为福州市海上丝绸之路展示馆，对外免费开放。 |
| 陈衍故居           | 文儒坊大光里8号        |      | 2009年 第七批 | /             | 又名“匹园”。建于清朝。陈衍，诗坛“同光体”代表人物，曾先后为台湾巡抚刘铭传、军机大臣张之洞幕僚。民国时主持编修600卷《福建通志》。 现辟为中华福馆，对外免费开放。 |
| 大光里陈氏民居     | 文儒坊大光里23号       |      | 2013年 第八批 | /             | 陈元凯故居。始建于清嘉庆年间，清末、民国初重修。陈元凯，曾受陈宝琛委托办理漳厦铁路，女儿陈意映嫁与林觉民。 |
| 光禄坊刘氏民居     | 光禄坊28、30、32、34号 |      | 2005年 第六批 | 2013年 第七批 | 刘家大院，又名“翍均居”。西侧两座原为许友故居，东侧两座原为林佶故居，乾隆、嘉庆年间刘家购置，道光、同治年间刘齐衢、刘齐衔继承后改建，清末民初传至孙辈又重建。福州市区规模最大的一姓宅院。许友，清初画家。林佶，康熙年间进士，官至内阁中书。刘齐衢、刘齐衔兄弟，道光年间同榜进士，后代创办福州电器公司，成为福州最大的工商业家族“电光刘”。 现辟为三坊七巷社区博物馆中心馆，对外售票开放。 |
| 林觉民故居         | 杨桥东路17号           |      | 1996年 第四批 | 2006年 第六批 | 林觉民、冰心故居。清朝建筑。林觉民父辈七房人家曾在此聚居，林觉民死后全家避祸迁走，房屋售与冰心祖父谢銮恩。林觉民，黄花岗七十二烈士之一。冰心，原名谢婉莹，著名儿童文学作家，曾任中国文联副主席。 现免费对外开放。 |
| 严复故居           | 郎官巷20号             |      | 2005年 第六批 | 2006年 第六批 | 清式建筑。严复晚年回福州，福建省督军兼省长李厚基为其购置此宅第，严复孙女严倬云、严停云幼时在此居住。严复，中国近代著名的启蒙思想家、翻译家，曾任北京大学校首任校长，翻译《天演论》等。严倬云，后嫁与辜振甫，曾任中华民国妇联会主任委员。严停云，笔名华严，作家。 现对外售票开放。 |
| 二梅书屋           | 郎官巷25号             |      | 2005年 第六批 | 2006年 第六批 | 林星章故居。始建于明末，道光、同治年间及民国时期大修。林星章，道光年间进士，曾任凤池书院山长。 现辟为福建民俗博物馆，对外免费开放。 |
| 福州建宁会馆       | 郎官巷17号             |      | 2009年 第七批 | /             | 清代建筑。建宁县、泰宁县人所建同乡会馆，又称绥安会馆。西侧为天后宫，供奉妈祖。 现对外免费开放。 |
| 王麒故居           | 塔巷28、30号           |      | 2009年 第七批 | 2013年 第七批 | 始建于清初，原为汀州会馆，乾隆、嘉庆年间及民国时期修葺。王麒，曾在日本士官学校学习，回国后任福建省督军李厚基新编陆军第十一混成旅旅长。 现对外免费开放。 |
| 小黄楼             | 黄巷36号               |      | /             | 2006年 第六批 | 传为黄璞故居，清雍正、乾隆年间为林枝春所居，乾隆、嘉庆年间梁上治、梁上国兄弟购置，后传给梁上治之子梁章钜，再传梁章钜女婿赵新。宅内有一株福州最大的芒果树。黄璞，唐朝名儒。林枝春，乾隆年间进士，官至通政使司副使。梁上国，乾隆年间进士，曾任太常寺卿。梁章钜，嘉庆年间进士，官至广西、江苏巡抚。赵新，咸丰年间进士，曾为末代琉球册封使。 现对外售票开放。                               |
| 黄巷郭氏民居       | 黄巷4号                |      | 2005年 第六批 | 2013年 第七批 | 郭柏荫故居。始建于明末，同治年间郭柏荫购置。郭柏荫，道光年间进士，曾署理湖广总督。其另外四个兄弟都中举，故宅第匾额上题“五子登科”。 现辟为福州历史影像展览馆，对外售票开放。 |
| 安民巷鄢家花厅     | 安民巷47、48号         |      | 2005年 第六批 | 2013年 第七批 | 始建于清乾隆年间，原为鄢家宗祠，祭祀鄢家入闽始祖太澄公，民国年间为侨商邹克明购置并重修。以花厅精美而闻名。 现对外免费开放。 |
| 新四军驻福州办事处 | 安民巷53号             |      | 1991年 第三批 | /             | 始建于清朝，原为林聪彝故居后进院落，后建墙隔断。第二次国共合作期间，经新四军与福建省政府主席陈仪谈判，同意成立新四军驻福州办事处，1938年2月至5月间设立。 |
| 沈葆桢故居         | 宫巷26号               |      | 1996年 第四批 | 2006年 第六批 | 始建于明天启年间，清同治年间沈葆桢购置并重修。沈葆桢，林则徐二女婿，道光年间进士，曾总理船政、钦差办理台湾海防，官至两江总督。 现仍为沈家后人所居住。 |
| 宫巷林氏民居       | 宫巷24号               |      | 2005年 第六批 | 2006年 第六批 | 林聪彝故居。始建于明朝，南明朱聿鍵在福州称帝时设大理寺衙门于此，同治年间林聪彝购置。林聪彝，林则徐二子，曾署理浙江按察使、杭嘉湖道。 现辟为福州城市会客厅，对外售票开放。 |
| 宫巷刘氏民居       | 宫巷11号               |      | 2005年 第六批 | 2013年 第七批 | 刘冠雄故居。始建于清乾隆年间，清末及民初大修。刘冠雄，船政学堂出身，曾参加甲午黄海海战，后出任中华民国北洋政府海军总长。 现辟为福建华侨主题馆，对外免费开放。 |
| 宫巷刘家大院       | 宫巷14、16、18、20号   |      | 2013年 第八批 | /             | 刘齐衔故居。清代建筑。刘齐衔，林则徐长女婿，道光年间进士，官至河南布政使。后代为创办福州电器公司的福州最大工商业家族“电光刘”。 现对外售票开放。 |
| 吉庇巷谢家祠       | 吉庇巷60号             |      | 2005年 第六批 | /             | 始建于明代，后代多次修葺。林觉民曾在此创办阅报所，传播革命思想。五四运动时，在此成立福建学生联合会。 现对外售票开放。 |
| 南后街叶氏民居     | 南后街82号             |      | 2005年 第六批 | 2013年 第七批 | 叶在琦故居。始建于明代，后代屡次修葺，集明、清、民国时期建筑于一体。叶在琦，光绪年间进士，全闽大学堂首任监督。叶家是一个庞大的科举家族，叶在琦以上六代十六个进士。 现辟为福建省非物质文化遗产博览苑，对外免费开放。 |